# Vahr
Vahr, Bremen-Vahr – dzielnica miasta Brema w Niemczech, w okręgu administracyjnym Ost, w kraju związkowym Brema.
Dzielnica leży ok. 5 km od centrum miasta.